# 安芸農業協同組合
安芸農業協同組合（あきのうぎょうきょうどうくみあい、通称JA安芸）は、広島県安芸郡海田町に本店を置いていた農業協同組合である。

## 概要
- 代表理事組合長：小田原 勝好
- 本店所在地：広島県安芸郡海田町窪町8-8
- 店舗数：本店1、支店7、営農指導・購買センター9、ガスセンター1、セレモ館4、ギフトセンター1

## 事業区域
- 広島市安芸区（矢野を除く）、安芸郡海田町、熊野町、坂町、呉市押込町

## 沿革
- 1975年（昭和50年）5月：海田、畑賀、中野、瀬野、熊野、坂の6農協が合併し、JA安芸を設立。
- 2023年（令和5年）4月1日：JAひろしまを設立し、JA安芸を廃止。

## 主な特産品
- 米、野菜、果樹、酒米